# Avinor
Avinor AS — державна компанія-оператор більшості цивільних аеропортів Норвегії. Держава Норвегія через Міністерство транспорту і зв'язку контролює і є власником 100 % акціонерного капіталу. Avinor засновано 1 січня 2003 року, через приватизацію Адміністрації цивільної авіації Норвегії відомої як Luftfartsverket. Штаб-квартира компанії знаходиться в столиці біля Центральної станції Осло.
Avinor володіє і оперує 46 аеропортами в Норвегії, 14 спільно з Королівськими військово-повітряними силами Норвегії, і є відповідальною за керування повітряним рухом Норвегії. Крім 46 аеропортів, компанія оперує трьома контрольними центрами в Буде, Ставангері та Осло.
Avinor має близько 2400 співробітників, включаючи управління повітряним рухом, аеронавігаційні служби, порятунок, обслуговування, адміністрацію та інший персонал аеропорту.

## Історія
1 липня 1947 року Міністерство транспорту і зв'язку Норвегії утворило Авіаційний директорат (Luftfartsdirektoratet), на який поклали відповідальність за цивільні аеропорти в Норвегії. До того часу Міністерство оборони Норвегії відповідало за експлуатацію аеропортів, у тому числі цивільних. Цю відповідальність було делеговано Авіаційній раді (Luftfartsrådet) при міністерстві.
Організація змінила назву на Luftfartsverket в 1967 році. В 1997 році старий аеропорт Осло-Форнебу і Осло-Гардермуен, який тоді будувався, об'єднано в окрему дочірню компанію Oslo Lufthavn AS. Ця компанія продовжує оперувати головним аеропортом Осло-Гардермуеном.